# Coppa Intercontinentale 2021 (pallacanestro)
La Coppa intercontinentale di pallacanestro 2021 si è disputata a Buenos Aires in Argentina.

## Formula
La formula prevede una finale secca tra due squadre a causa degli sviluppi della pandemia di COVID-19.

## Squadre
Al torneo partecipano le due squadre vincitrici delle maggiori competizioni per club organizzate dalla FIBA.
| Squadra                    | Qualificazione                                      |
| -------------------------- | --------------------------------------------------- |
| Asociación Atlética Quimsa | Vincitore della Champions League Americas 2019-2020 |
| Hereda San Pablo Burgos    | Vincitori della Champions League 2019-2020          |

## Tabellone
|  | Finale           |                  |    |  |
|  |                  |                  |    |  |
|  | San Pablo Burgos | San Pablo Burgos | 82 |  |
|  | Quimsa           | Quimsa           | 73 |  |

### Finale
| Arbitri: | Roberto Vázquez Ademir Zurapović Andrés Bartel |

|                                         |            |                                        |
| Benite 19 McFadden 16 Horton, Kravić 12 | Punti      | 25 Robinson 11 Díez 9 Gramajo, Simpson |
| Cook 9                                  | Assist     | 3 Cosolito, Robinson                   |
| Rivero 10                               | Rimbalzi   | 10 Simpson                             |
| Joan Peñarroya                          | Allenatori | Sebastián González                     |

| Quintetto titolare | Quintetto titolare | Quintetto titolare | Pt | Rim | Ass |
| ------------------ | ------------------ | ------------------ | -- | --- | --- |
| P                  | 20                 | Omar Cook          | 3  | 2   | 9   |
| G                  | 8                  | Vítor Alves Benite | 19 | 2   | 3   |
| AP                 | 22                 | Xavi Rabaseda      | 2  | 3   | 1   |
| AG                 | 14                 | Jasiel Rivero      | 10 | 10  | 1   |
| C                  | 1                  | Dejan Kravić       | 12 | 5   | 0   |
| Panchina:          |                    |                    |    |     |     |
| AG                 | 7                  | Maksim Salaš       | 2  | 0   | 1   |
| GA                 | 9                  | Álex Barrera       | 0  | 1   | 0   |
| P                  | 10                 | Ángel Infante      | 0  | 0   | 0   |
| AP                 | 11                 | Miquel Salvó       | 4  | 3   | 0   |
| G                  | 12                 | Thaddus McFadden   | 16 | 1   | 5   |
| C                  | 18                 | Jordan Sakho       | 2  | 3   | 1   |
| A                  | 30                 | Ken Horton         | 12 | 8   | 1   |
| Allenatore:        |                    |                    |    |     |     |
| Joan Peñarroya     |                    |                    |    |     |     |

| San Pablo Burgos |  | Quimsa |

| San Pablo Burgos | Statistiche        | Quimsa        |
| ---------------- | ------------------ | ------------- |
|                  | Statistiche        |               |
| 17/39 (43.6%)    | Tiro da 2          | 17/35 (48.6%) |
| 10/32 (31.2%)    | Tiro da 3          | 7/32 (21.9%)  |
| 18/24 (75.0%)    | Tiri liberi        | 18/21 (85.7%) |
| 15               | Rimbalzi offensivi | 13            |
| 30               | Rimbalzi difensivi | 33            |
| 45               | Rimbalzi totali    | 46            |
| 22               | Assist             | 15            |
| 8                | Palle perse        | 14            |
| 9                | Palle rubate       | 3             |
| 2                | Stoppate           | 4             |
| 22               | Falli              | 24            |

| Vincitrice Coppa Intercontinentale 2021 |
| --------------------------------------- |
| S.P. Burgos (1º titolo)                 |

| Quintetto titolare | Quintetto titolare | Quintetto titolare | Pt   | Rim  | Ass  |
| ------------------ | ------------------ | ------------------ | ---- | ---- | ---- |
| G                  | 10                 | Nicolás Copello    | 2    | 4    | 2    |
| GA                 | 15                 | Brandon Robinson   | 25   | 7    | 3    |
| A                  | 30                 | Mauro Cosolito     | 5    | 0    | 3    |
| AP                 | 33                 | Fabián Ramírez     | 4    | 0    | 1    |
| AG                 | 20                 | Diamon Simpson     | 9    | 10   | 2    |
| Panchina:          |                    |                    |      |      |      |
| G                  | 00                 | Emiliano Toretta   | n.e. | n.e. | n.e. |
| P                  | 2                  | Trevor Gaskins     | 8    | 3    | 1    |
| AP                 | 4                  | Alejandro Diaz     | 11   | 6    | 0    |
| G                  | 5                  | Iván Gramajo       | 9    | 2    | 1    |
| P                  | 9                  | Franco Baralle     | 0    | 6    | 2    |
| A                  | 25                 | Ferrakohn Hall     | 0    | 1    | 0    |
| C                  | 34                 | Bryan Carabali     | 0    | 2    | 0    |
| Allenatore:        |                    |                    |      |      |      |
| Sebastián González |                    |                    |      |      |      |

## Formazione vincitrice
| San Pablo Burgos | San Pablo Burgos |
| Giocatori        | Staff tecnico    |
| ---------------- | ---------------- |

| N. | Naz.                                                     | Ruolo | Nome             | Anno | Alt.   | Peso   |  |
| -- | -------------------------------------------------------- | ----- | ---------------- | ---- | ------ | ------ |  |
| 1  | Serbia (bandiera) · Canada (bandiera)                    | C     | Dejan Kravić     | 1990 | 213 cm | 109 kg |  |
| 7  | Bielorussia (bandiera) · Spagna (bandiera)               | AG    | Maksim Salaš     | 1995 | 206 cm | 100 kg |  |
| 8  | Brasile (bandiera) · Italia (bandiera)                   | G     | Vítor Benite (C) | 1990 | 194 cm | 88 kg  |  |
| 9  | Spagna (bandiera)                                        | GA    | Álex Barrera     | 1992 | 196 cm | 94 kg  |  |
| 10 | Spagna (bandiera)                                        | P     | Ángel Infante    | 1998 | 180 cm |        |  |
| 11 | Spagna (bandiera)                                        | AP    | Miquel Salvó     | 1994 | 205 cm | 90 kg  |  |
| 12 | Stati Uniti (bandiera) · Georgia (bandiera)              | G     | Thaddus McFadden | 1987 | 188 cm | 82 kg  |  |
| 14 | Cuba (bandiera)                                          | AG    | Jasiel Rivero    | 1993 | 206 cm | 100 kg |  |
| 18 | RD del Congo (bandiera) · Spagna (bandiera)              | C     | Jordan Sakho     | 1997 | 209 cm | 105 kg |  |
| 20 | Stati Uniti (bandiera) · Montenegro (bandiera)           | P     | Omar Cook        | 1982 | 185 cm | 86 kg  |  |
| 22 | Spagna (bandiera)                                        | AP    | Xavi Rabaseda    | 1989 | 196 cm | 93 kg  |  |
| 30 | Stati Uniti (bandiera)                                   | A     | Ken Horton       | 1989 | 201 cm | 99 kg  |  |
| 32 | Stati Uniti (bandiera) · Bosnia ed Erzegovina (bandiera) | P     | Alex Renfroe     | 1986 | 191 cm | 77 kg  |  |

| Allenatore                                                                                    |
| - Joan Peñarroya                                                                              |
| Assistente/i                                                                                  |
| - Alberto Codeso - Fran Hernández Legenda - (C) Capitano - (IN) Inattivo - Infortunato Roster |

## MVP
- /  Vítor Alves Benite[2]